# Dans les bras de Morphée
Dans les bras de Morphée est le neuvième épisode la saison 9 de la série Doctor Who, diffusé sur la BBC le 14 novembre 2015.
L'épisode est un found footage, et est composé « de séquences rassemblées lors d'une mission spatiale de secours ».

## Accroche
Un scientifique nommé Rassmussen envoie une vidéo montrant un montage des caméras de sécurité de la station spatiale, en orbite autour de Neptune dans laquelle il se trouve, ainsi que des caméras de l'équipe de secours. Celle-ci tombe sur le Docteur et Clara.

## Distribution
- Peter Capaldi : Le Docteur
- Jenna Coleman : Clara Oswald
- Reece Shearsmith : Rassmussen
- Bethany Black : 474
- Elaine Tan : Nagata
- Zina Badran : Présentatrice de Morpheus
- Neet Mohan : Chopra
- Paul Courtenay Hyu : Deep-Ando
- Natasha Sonal Patel : Danseuse/chanteuse (hologramme)
- Elizabeth Chong : Danseuse/chanteuse (hologramme)
- Nikkita Chadha : Danseuse/chanteuse (hologramme)
- Gracie La : Danseuse/chanteuse (hologramme)
- Tom Wilton : Homme de sable
- Nikki Wilson - Voix de l'ordinateur (non crédité)[2]

## Résumé
L'épisode s'ouvre par une vidéo de Gagan Rassmussen, le chercheur principal sur la station spatiale Le Verrier en orbite autour de Neptune dans le courant du 38e siècle. Il utilise une caméra pour enregistrer son message. Rassmussen avertit le spectateur de ne pas la regarder, mais en expliquant que la vidéo est assemblée à partir de divers enregistrements réalisés au cours des dernières heures. Durant tout l'épisode, Rassmussen continuera à raconter comment les événements se sont succédé.

Quelques heures plus tôt, un navire de sauvetage de Triton arrive sur la station Le Verrier en réponse à une interruption soudaine de communications avec la station, avec à son bord quatre soldats : Nagata, Chopra, Deep-Ando, et 474 (un soldat d'élevage avec une faible intelligence). Ils trouvent la station vide, sans aucun signe de son équipage, quand ils rencontrent le Docteur et Clara. Le Docteur utilise son papier psychique pour se faire passer pour des inspecteurs de la station. Le groupe est pourchassé par des créatures faites d'une substance ressemblant à du sable figé qui seront appelés "Hommes de sable" par Clara ("Sandmen" en VO) qui ne sont pas blessés par les armes. Deep-Ando est séparé des autres quand ils cherchent à se réfugier. Quand les autres essaient de contacter Deep-Ando, Clara est enfermée dans une sorte de cercueil avant que le Docteur ne la libère. Nagata identifie la nacelle comme une capsule de sommeil Morpheus, qui sert à compresser toute une période de sommeil d'un mois dans une période de cinq minutes. Cela permet aux gens de travailler beaucoup plus puisqu'ils ne dorment quasiment plus. Chopra insiste sur le fait que la technologie est anormale et a refusé de l'utiliser lui-même. Ils finissent par trouver l'inventeur de Morpheus, Rassmussen, qui se cache dans une autre nacelle. Il explique au groupe que cela fonctionne par l'envoi d'un signal électronique au cerveau, ce qui en change la chimie pour permettre ce processus. Ils testaient la prochaine génération du dispositif Morpheus lorsque les Hommes de sable sont apparus. Le Docteur craint que cela ait eu un effet secondaire. En effet, il estime que les créatures sont constituées de la poussière qui se rassemble au coin de l'œil, et que maintenant, après avoir consommé les autres membres d'équipage de la station, ils sont après eux. Ils trouvent que la chanson associée à Morpheus, Mr. Sandman, attire les créatures à eux. Pendant ce temps, Deep-Ando est tué alors qu'il tentait d'échapper à un Homme de sable.
Alors qu'ils continuent de traverser la station, ils constatent que les boucliers de gravité de la station ont été arrêtés, menaçant de faire s'écraser la station à la surface de Neptune. Bien que la gravité accrue provoque la chute de la station, les Hommes de sable commencent à se désintégrer mais parviennent à tuer Rassmussen. Le Docteur parvient à rétablir les boucliers de gravité, et avant que les Hommes de sable ne puissent réagir, le Docteur, Clara, et Nagata se mettent à l'abri dans un congélateur de la cuisine, pendant que Chopra et 474 tentent de retourner au navire de sauvetage. 474 est obligé de se sacrifier pour permettre à Chopra de traverser un mur de feu créé lors de la chute de la station. Tandis que Chopra fait finalement machine arrière, il est tué par un Homme de sable qui l'attendait sur le navire. Dans le congélateur, le Docteur observe les Hommes de sable et remarque qu'ils semblent être aveugles, et parviennent à s'échapper. Pendant un moment de répit, le Docteur découvre à travers ses lunettes soniques une variété de signaux vidéo qui ont été transmis. Il les montre à Clara et Nagata. Ces vidéos montrent toutes des vidéos représentant leurs propres points de vue, sauf qu'il n'y a pas de caméras, ni aucun point de vue venant de Chopra. Il comprend que ces vidéos sont la conséquence du passage dans une nacelle Morpheus, ce qui infecte l'utilisateur et le consomme de l'intérieur. Les Hommes de sable sont capables d'utiliser ces signaux, générés par ceux qui ont été soumis à Morpheus, pour chasser leur proie malgré leur cécité. Le Docteur promet qu'il peut inverser le processus de Clara et Nagata une fois qu'ils seront de retour dans le TARDIS.
Ils reviennent au navire de sauvetage et trouvent Rassmussen, avec une nacelle Morpheus. Il prétend être le premier patient du processus Morpheus depuis cinq ans. Rassmussen admet que son objectif est d'aider les Hommes de sable à quitter la station pour se rendre sur Triton, à partir de laquelle ils peuvent infecter le reste du système solaire. L'arrêt du bouclier de gravité a été prévu pour lui permettre d'envoyer la nacelle à bord du navire de sauvetage sans attirer l'attention. Rassmussen tente de coincer les trois survivants dans une partie du navire de sauvetage avec un Homme de sable, mais l'ingéniosité du Docteur leur permet de fuir, et Nagata tire sur Rassmussen avant qu'il ne puisse lancer le navire. Le Docteur les ramène au TARDIS, se rendant compte que les événements qui ont eu lieu sont trop mis en scène pour ressembler à un réel danger. Comme ils sont entourés par des Hommes de sable, le Docteur désactive les boucliers de gravité, provoquant la désintégration des Hommes de sable, permettant l'évasion des trois survivants dans le TARDIS tandis que la station tombe sur Neptune.
Pendant que le TARDIS quitte la station Le Verrier, Rassmussen révèle qu'il a menti sur son plan : tous les événements de ces dernières heures ont été conçus pour raconter une histoire qui incitait le spectateur à continuer à regarder les enregistrements afin de transmettre le signal Morpheus (caché dans la vidéo), assurant ainsi que les Hommes de sable se propagent à tous ceux qui ont regardé, d'où son avertissement du début. Rassmussen se frotte l’œil ce qui révèle qu'il est fait de sable, puis demande au spectateur de partager la vidéo pendant qu'il se désintègre.

### Continuité
- Un débat entre Clara et le Docteur s'amorce sur le fait que le Docteur ait seul le droit de nommer les créatures. Il fait référence aux Siluriens nommés dans Doctor Who and the Silurians par erreur sur l'époque à laquelle ils étaient censés appartenir[2].
- La « Grande Catastrophe » est la collision entre la Terre et le Soleil dans l'épisode de 1984 Frontios[3].